# Paradoxa EPR
En mecànica quàntica, la paradoxa EPR (o paradoxa Einstein-Podolski-Rosen) és un experiment mental que posava en qüestió les idees sobre la relació entre els valors observats de les quantitats físiques i els valors que poden ser explicats per una teoria física. EPR significa 'Einstein, Podolski i Rosen', que van presentar l'experiment mental el 1935 en un document per argumentar que la mecànica quàntica no és una teoria física completa.
Segons els seus autors, l'experiment EPR produeix una dicotomia entre aquestes dues afirmacions: 
- El resultat d'una mesura realitzada en una part A d'un enorme sistema té un efecte no local sobre la realitat física d'una altra part distant B, en el sentit que la mecànica quàntica pot predir els resultats de les mesures dutes a terme en B.

- La mecànica quàntica és incompleta en el sentit que algun element de la realitat física corresponent a B no pot ser explicat per la mecànica quàntica (és a dir, és necessària una nova variable per a donar compte d'aquest element).

Com va demostrar posteriorment Bell, no es pot introduir la noció d'"elements de la realitat" sense afectar les prediccions de la teoria. És a dir, un no pot completar la mecànica quàntica amb aquests "elements", perquè d'aquesta manera es porta a algunes contradiccions lògiques.
Einstein mai va acceptar la mecànica quàntica com una teoria "real" i completa de la física, i lluità fins al final de la seva vida per una interpretació que podria complir amb la relativitat sense complir amb els principi d'incertesa de Heisenberg. Com va dir una vegada: "Déu no juga als daus", referint-se a l'escèptica interpretació de Copenhaguen de la mecànica quàntica, segons la qual no existeix cap realitat física objectiva diferent d'aquella que es revela amb la mesura i l'observació.
La paradoxa EPR fa referència al fet que, mentre el coneixement segons la nostra intuïció del món és local, la mecànica quàntica és no local. Si volem actuar sobre un objecte, l'hem de moure amb la mà, o podem fer que un altre objecte el mogui. També podem actuar sobre els objectes mitjançant cables, o amb ones de radiofreqüència, però tots aquests mètodes són locals perquè feim que un objecte actuï sobre un altre i aquest sobre un altre fins que obtenim l'efecte desitjat. En canvi, en mecànica quàntica, si tenim dues partícules entrellaçades, la mesura de l'estat quàntic d'una propietat d'una de les partícules fa que aquesta partícula col·lapsi en un estat determinat, amb la qual cosa sabem immediatament l'estat de l'altra partícula entrellaçada, per molt allunyada que aquesta estigui de la primera, o encara que, enmig, hi hagi altres objectes.